# ماغنوس أوربكه
ماغنوس أوربكه (بالنرويجية: Magnus Aarbakke) (وُلد عام 1934) هو قاض نرويجي. كان أستاذاً جامعياً في جامعة أوسلو بين عامي 1968 و1990، ثم عمل محاميا لعدة سنوات. ثم قاضيا في المحكمة العليا في النرويج بين عامي 1994 و2002. وهو حالياً عضو في الأكاديمية النرويجية للعلوم.